# Kashiwa Reysol 2011
Questa voce raccoglie le informazioni riguardanti il Kashiwa Reysol nelle competizioni ufficiali della stagione 2011.

## Stagione
Appena risalito dalla seconda divisione, il Kashiwa Reysol si propose immediatamente tra le candidate al titolo nazionale: dopo aver guidato la classifica per gran parte del girone di andata, subito dopo il giro di boa accusò un lieve calo che sembrò lasciare il via libera alle altre concorrenti (Yokohama Marinos, Gamba Osaka e i campioni in carica del Nagoya Grampus). Con una graduale rimonta, il Reysol recuperò le posizioni perse e, a cinque giornate dal termine del campionato, prese definitivamente il comando della classifica: vincendo quasi tutte le gare restanti poté assicurarsi, all'ultima giornata, il secondo titolo nazionale (il primo da squadra professionistica) del proprio palmarès.
La vittoria del campionato diede alla squadra la possibilità di partecipare alla Coppa del mondo per club FIFA, partendo dal turno preliminare. Sconfitti per 2-0 i campioni oceaniani dell'Auckland City, il Reysol incontrò agli ottavi di finale i campioni nordamericani del Monterrey, sui quali prevalse grazie alla buona prestazione del portiere Kirihata (autore di due salvataggi nel corso della sequenza dei tiri di rigore). Nelle semifinali il Reysol riportò una netta sconfitta contro il Santos campione del Sudamerica, accedendo alla finale per il terzo posto contro l'Al-Sadd: anche in questo caso il Reysol rimediò una sconfitta, a causa di un rigore di Ryōhei Hayashi parato da Mohamed Saqr nel corso della sequenza dei tiri di rigore.

## Maglie e sponsor
Dopo tredici stagioni, la società decide di interrompere le forniture tecniche della Umbro per passare alla Yonex. Lo sponsor ufficiale è Hitachi.
| Manica sinistra · Maglietta · Maglietta · Manica destra · Pantaloncini · Calzettoni | Manica sinistra · Maglietta · Maglietta · Manica destra · Pantaloncini · Calzettoni |  |

## Rosa
| N. |                          | Ruolo | Calciatore         |
| -- | ------------------------ | ----- | ------------------ |
| 1  | Giappone (bandiera)      | P     | Kazushige Kirihata |
| 2  | Giappone (bandiera)      | D     | Takanori Nakajima  |
| 3  | Giappone (bandiera)      | D     | Naoya Kondō        |
| 4  | Giappone (bandiera)      | D     | Hiroki Sakai       |
| 5  | Giappone (bandiera)      | D     | Tatsuya Masushima  |
| 6  | Corea del Sud (bandiera) | D     | Park Dong-Hyuk     |
| 7  | Giappone (bandiera)      | C     | Hidekazu Ōtani     |
| 8  | Giappone (bandiera)      | C     | Masakatsu Sawa     |
| 9  | Giappone (bandiera)      | A     | Hideaki Kitajima   |
| 10 | Brasile (bandiera)       | C     | Leandro Domingues  |
| 11 | Giappone (bandiera)      | A     | Ryōhei Hayashi     |
| 13 | Giappone (bandiera)      | C     | Akihiro Hyōdō      |
| 14 | Corea del Sud (bandiera) | D     | Kweon Han-Jin      |

| N. |                           | Ruolo | Calciatore       |
| -- | ------------------------- | ----- | ---------------- |
| 15 | Brasile (bandiera)        | C     | Jorge Wagner     |
| 16 | Giappone (bandiera)       | P     | Koji Inada       |
| 17 | Corea del Nord (bandiera) | C     | An Yong-hak      |
| 18 | Giappone (bandiera)       | C     | Junya Tanaka     |
| 19 | Giappone (bandiera)       | A     | Masato Kudō      |
| 20 | Giappone (bandiera)       | C     | Akimi Barada     |
| 21 | Giappone (bandiera)       | P     | Takanori Sugeno  |
| 22 | Giappone (bandiera)       | D     | Wataru Hashimoto |
| 23 | Giappone (bandiera)       | D     | Yōhei Kurakawa   |
| 24 | Giappone (bandiera)       | C     | Taishi Soma      |
| 28 | Giappone (bandiera)       | C     | Ryōichi Kurisawa |
| 29 | Giappone (bandiera)       | C     | Kōki Mizuno      |
| 32 | Giappone (bandiera)       | C     | Ryosuke Yamanaka |

## Statistiche

### Statistiche di squadra
| Competizione                  | Punti | Totale | Totale | Totale | Totale | Totale | Totale | DR  |
| Competizione                  | Punti | G      | V      | N      | P      | Gf     | Gs     | DR  |
| ----------------------------- | ----- | ------ | ------ | ------ | ------ | ------ | ------ | --- |
| J. League Division 1          | 72    | 34     | 23     | 3      | 8      | 65     | 42     | +23 |
| J. League Cup                 | -     | 2      | 0      | 0      | 2      | 1      | 3      | -2  |
| Coppa dell'Imperatore         | -     | 3      | 2      | 1      | 0      | 9      | 4      | +5  |
| Coppa del mondo per club FIFA | -     | 4      | 1      | 2      | 1      | 4      | 4      | 0   |
| Totale                        | -     | 43     | 26     | 6      | 11     | 79     | 53     | +26 |

### Statistiche dei giocatori
| Giocatore | J. League Division 1 | J. League Division 1 |
| Giocatore | Presenze             | Reti                 |
| --------- | -------------------- | -------------------- |
| An        | 2                    | -                    |
| Barada    | 26                   | -                    |
| Domingues | 29                   | 15                   |
| Hashimoto | 24                   | -                    |
| Hayashi   | 9                    | 1                    |
| Hyodo     | 16                   | 1                    |
| Kirihata  | 8                    | -                    |
| Kitajima  | 23                   | 9                    |
| Kondo     | 30                   | 1                    |
| Kudo      | 24                   | 3                    |
| Kurakawa  | 1                    | -                    |
| Kurisawa  | 31                   | -                    |
| Masushima | 24                   | -                    |
| Mizuno    | 10                   | -                    |
| Nakajima  | 3                    | -                    |
| Otani     | 26                   | -                    |
| Park      | 17                   | 2                    |
| Sakai     | 26                   | -                    |
| Sawa      | 22                   | 2                    |
| Sugeno    | 25                   | -                    |
| Tanaka    | 29                   | 13                   |
| Wagner    | 30                   | 10                   |